# Sonet 132 (William Szekspir)

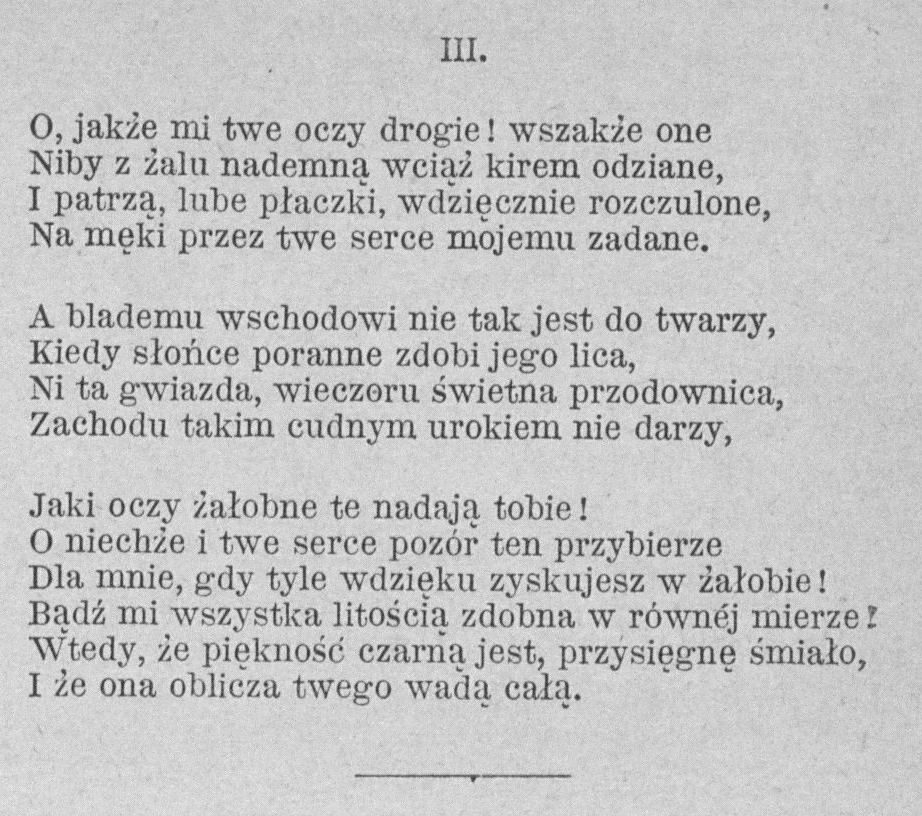
Pierwszy przekład sonetu 132 na język polski z 1884 przez Antoniego Pietkiewicza.

Thine eyes I love, and they, as pitying me,

Knowing thy heart torments me with disdain,

Have put on black and loving mourners be,

Looking with pretty ruth upon my pain.

And truly not the morning sun of heaven

Better becomes the grey cheeks of the east,

Nor that full star that ushers in the even,

Doth half that glory to the sober west,

As those two mourning eyes become thy face:

O! let it then as well beseem thy heart

To mourn for me since mourning doth thee grace,

And suit thy pity like in every part.

Then will I swear beauty herself is black,
And all they foul that thy complexion lack.

Kocham twe oczy, bo w nich żal się mieści,

Że tak me serce dręczysz swą pogardą.

Czarna ich barwa to znak jest boleści,

Spozierającej na mą dolę twardą.

Zaprawdę, słońce poranne nie może

Krasić tak wschodu, co się jeszcze szarzy,

Ani blask gwiazdy o wieczornej porze

Nie jest dla zmierzchu tem, czem dla twej twarzy

Smutne twe oczy. Oby też w żałobie

Nad moją dolą chciało się i twoje

Ukazać serce, pięknie bowiem tobie

Jest w barwach żalu, zdobią cię te stroje!

Wówczas przysięgnę: piękną czarność blada,
Zaś ten jest brzydki, kto jej nie posiada.

Sonet 132 (incipit THine eies I loue,and they as pittying me) – jeden z cyklu 154 sonetów autorstwa Williama Szekspira. Po raz pierwszy został opublikowany w 1609 roku.

## Treść
W sonecie tym podmiot liryczny, przez niektórych badaczy utożsamiany z autorem, ponownie podejmuje temat z sonetu 127, że Czarna Dama jest jednocześnie czarna i okrutna, ale teraz z jej czarnych oczu, które wydają się być w żałobie, wyziera żal dla kochanka. 

## Polskie przekłady
| 1884 |  | O, jakże mi twe oczy drogie! wszakże one         |  | Antoni Pietkiewicz  | [ 10 ] |
| 1913 |  | Lubię Twe oczy, a one nadobne,                   |  | Maria Sułkowska     | [ 11 ] |
| 1922 |  | Kocham twe oczy, bo w nich żal się mieści,       |  | Jan Kasprowicz      | [ 4 ]  |
| 1948 |  | Ja za litość nade mną kocham twe źrenice;        |  | Władysław Tarnawski | [ 12 ] |
| 1968 |  | Kocham twe oczy, one współczują mi z żalem.      |  | Marian Hemar        | [ 13 ] |
| 1979 |  | Kocham twe oczy, a one z litości,                |  | Maciej Słomczyński  | [ 14 ] |
| 2011 |  | Oczy twe ukochane, odnajdując w tobie            |  | Stanisław Barańczak | [ 6 ]  |
| 2015 |  | Kocham współczucie w twych oczach, gdy – wiedząc |  | Ryszard Długołęcki  | [ 15 ] |